# Coelichneumon neomexicanus
Coelichneumon neomexicanus är en stekelart som beskrevs av Heinrich 1961. Coelichneumon neomexicanus ingår i släktet Coelichneumon och familjen brokparasitsteklar. Inga underarter finns listade i Catalogue of Life.